# Тајтвод (Мисури)
Тајтвод (енгл. Tightwad) град је у америчкој савезној држави Мисури.

## Демографија
По попису из 2010. године број становника је 69, што је 6 (9,5%) становника више него 2000. године.
| Група             | 2000.      | 2010.      |
| Белци             | 60 (95,2%) | 68 (98,6%) |
| Афроамериканци    | 0 (0,0%)   | 0 (0,0%)   |
| Азијати           | 1 (1,6%)   | 0 (0,0%)   |
| Хиспаноамериканци | 0 (0,0%)   | 0 (0,0%)   |
| Укупно            | 63         | 69         |